# Dinotoperla marmorata
Dinotoperla marmorata är en bäcksländeart som beskrevs av Hynes 1976. Dinotoperla marmorata ingår i släktet Dinotoperla och familjen Gripopterygidae. Inga underarter finns listade i Catalogue of Life.